# Neuroleon hyalinus
Neuroleon hyalinus är en insektsart som beskrevs av Navás 1921. Neuroleon hyalinus ingår i släktet Neuroleon och familjen myrlejonsländor. Inga underarter finns listade i Catalogue of Life.